# Enzo Loni
Enzo Loni (Pisa, 3 gennaio 1920 – Pisa, 30 agosto 2008) è stato un calciatore italiano, di ruolo attaccante.

## Carriera
Inizia la sua carriera nel Parma, dal 1941 al 1944, poi gioca per sette anni con la maglia del Pisa, debuttando in Serie B nella stagione 1946-1947 e disputando sei campionati cadetti, con i nerazzurri realizza 288 presenze e 78 reti, risultando a oggi il miglior marcatore della storia del club..
Concluse la carriera nel 1957 con la retrocessione del Pisa in Promozione, giocando poi anche una partita in questa categoria, nella quale vinse il campionato.

## Palmarès

### Club

#### Competizioni nazionali
- Serie C: 1

Parma: 1942-1943

#### Competizioni regionali
- Promozione: 1

Pisa: 1956-1957